# Bill Mulliken
Bill Mulliken (Estados Unidos, 27 de agosto de 1939-Chicago, 27 de julio de 2014) fue un nadador estadounidense especializado en pruebas de estilo braza media distancia, donde consiguió ser campeón olímpico en 1960 en los 200 metros.

## Carrera deportiva
En los Juegos Olímpicos de Roma 1960 ganó la medalla de oro en los 200 metros braza, con un tiempo de 2:37.4 segundos por delante del japonés Yoshihiko Osaki y del neerlandés Wieger Mensonides (bronce con 2:39.7 segundos).
Y en los Juegos Panamericanos de 1959 celebrados en Chicago volvió a ganar el oro en los 200 metros estilo braza.